# Burg Balduinseck
Die Burg Balduinseck, auch Baldeneck genannt, ist die Ruine einer Höhenburg im Hunsrück. Sie liegt in 300 m ü. NN auf einem nur etwa 20 Meter hohen Schieferkegel am Zusammenfluss des Wohnrother Baches und des Schumbaches zum Mörsdorfer Bach, auf der Gemarkung der Gemeinde Buch im Rhein-Hunsrück-Kreis in Rheinland-Pfalz.

## Geschichte
Erzbischof Balduin von Trier erwarb 1325 auf dem Gebiet der Ritter Richard und Wirich von Buch das Recht, einen Burgfrieden abzugrenzen und darauf eine Burg zu errichten. Diese Anlage, die mit Unterbrechungen im Jahr 1331 fertiggestellt wurde, richtete sich in erster Linie gegen die Burg Kastellaun der Grafschaft Sponheim. Beim Bau scheint Balduin von westlichen Vorbildern inspiriert worden zu sein, insbesondere vom französischen Donjon-Typ.

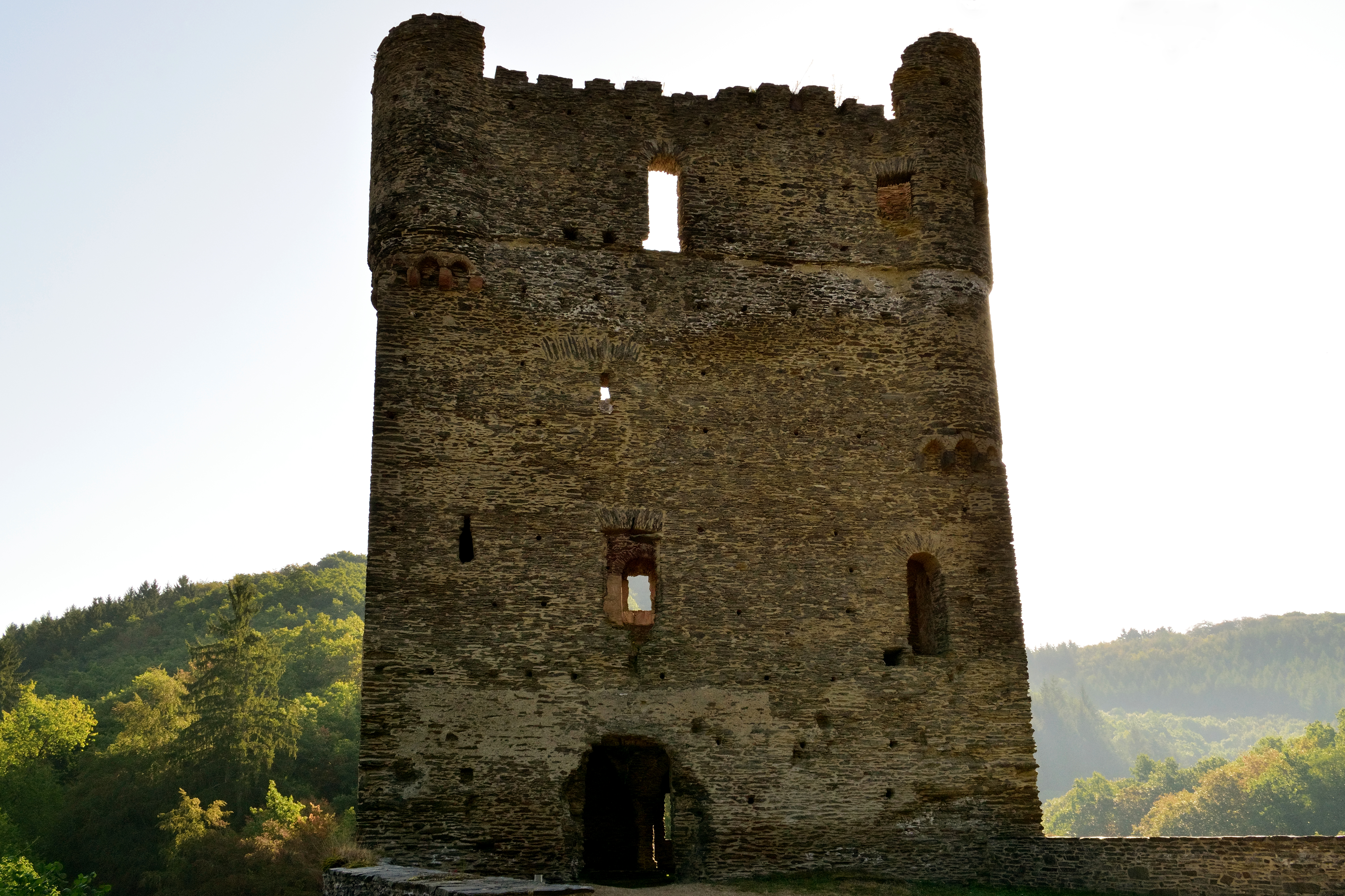
Ansicht von Westen

Die auf einem schmalen Felssporn gebaute Burg diente als Amtssitz des gleichnamigen Trierer Verwaltungsbezirkes. Als dieser im 16. Jahrhundert nach Zell verlegt wurde, wurde die Burg weitgehend bedeutungslos. Besitzer bzw. Verwalter wechselten oft, denn im Grunde blieb Balduinseck immer ein Bestandteil des Trierer Kurstaates.
1675 wurde das Amtshaus verpachtet. Im Jahr 1711 wurde das Schloss als verwahrlost und 1780 als verfallen bezeichnet. Durch Kriege scheint keine Zerstörung stattgefunden zu haben.

## Architektur

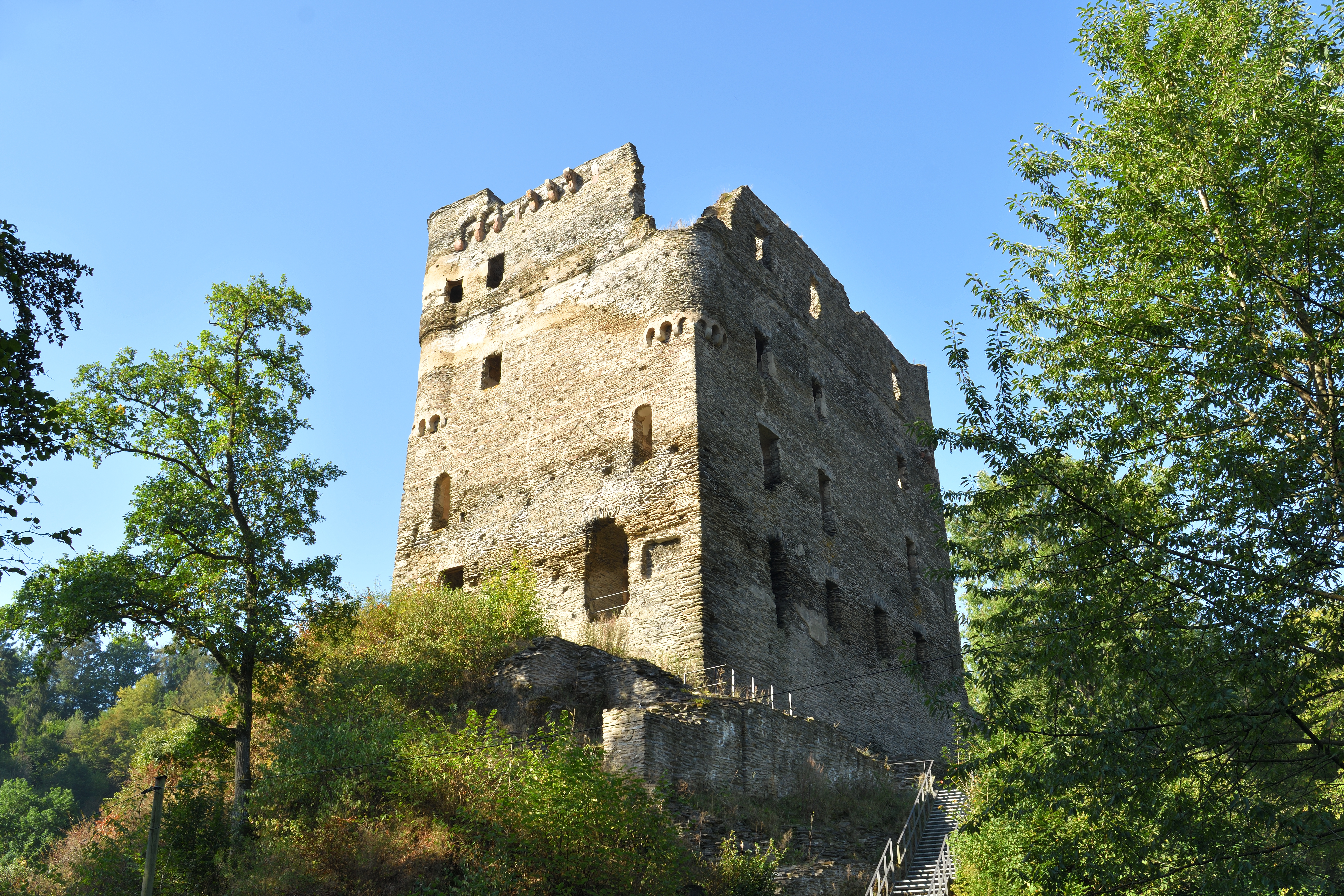
Das auf einem Felssporn gelegene Turmhaus der Burgruine Balduinseck von nordöstlicher Position betrachtet. Der historische Zugang erfolgte an der Ostseite mittels einer Zugbrücke, die über den vorgelagerten Halsgraben führte

Die Ruine ist in Ost-West-Richtung etwa 55 Meter lang und bis zu 20 Meter breit. Die äußeren Mauern des 18 Meter hohen und viergeschossigen Wohnturms sind gut erhalten und prägen das markante Aussehen der Ruine. Der Wohnturm hat eine Grundfläche von 22,7 × 14,4 Meter, die Mauern sind bis zu 2,5 Meter stark. Eine am Haupteingang linksseitig befindliche Wendeltreppe und neun Kamine sind erhalten, sie reichen über drei Geschosse. Das vierte Obergeschoss weist keine Kamine auf und wurde daher vermutlich als Lagerraum und für Wehrzwecke genutzt. Vor dem großen Hauptkamin im Erdgeschoss, der in der Ostwand eingelassen ist, sind noch die Reste eines Brunnens vorhanden. Erhalten sind neben den Kaminen auch die Einlassungen für Wandschränke sowie der weiße Innenverputz und ein weißer Streifen des ehemaligen Außenputzes zwischen der dritten und vierten Etage.
Nach einem Brand wurde 1425 der Innenraum des Wohnturms neu gestaltet. Zugunsten einer effektiveren Beheizung wurden die meisten offenen Kamine in geschlossene, rauchfreie Kachelöfen umgebaut. Die oberen Stockwerke blieben unbeheizt und wurden nur noch als Lagerräume genutzt.
Die Besonderheit der Burg besteht in der Lage des zuerst fertig gestellten Wohngebäudes. Entgegen dem üblichen Aufbau einer Burg steht der an der Ostseite mit Wehrerkern ausgestattet gewesene Wohnturm hinter dem Halsgraben, direkt an der Angriffsseite. Eine solche Anordnung findet sich auf weiteren Burgen von Balduin von Luxemburg (vgl. Burg Baldenau).
Vor dem Wohnturm stehen noch die Reste eines anschließend errichteten Rundturmes im Westen und der abschließend angelegten Ringmauer, wo in der Südseite des Mauerwerks noch ein zum Burghof offener, runder Schalenturm baulich eingebunden ist. Darüber hinaus ist noch die alte Zufahrt mit Halsgraben und zugehörigem Brückenkopf zu erkennen. Östlich befinden sich Reste eines zweiten Grabens mit den Grundmauern eines vorgeschobenen Turmes.

Architektur
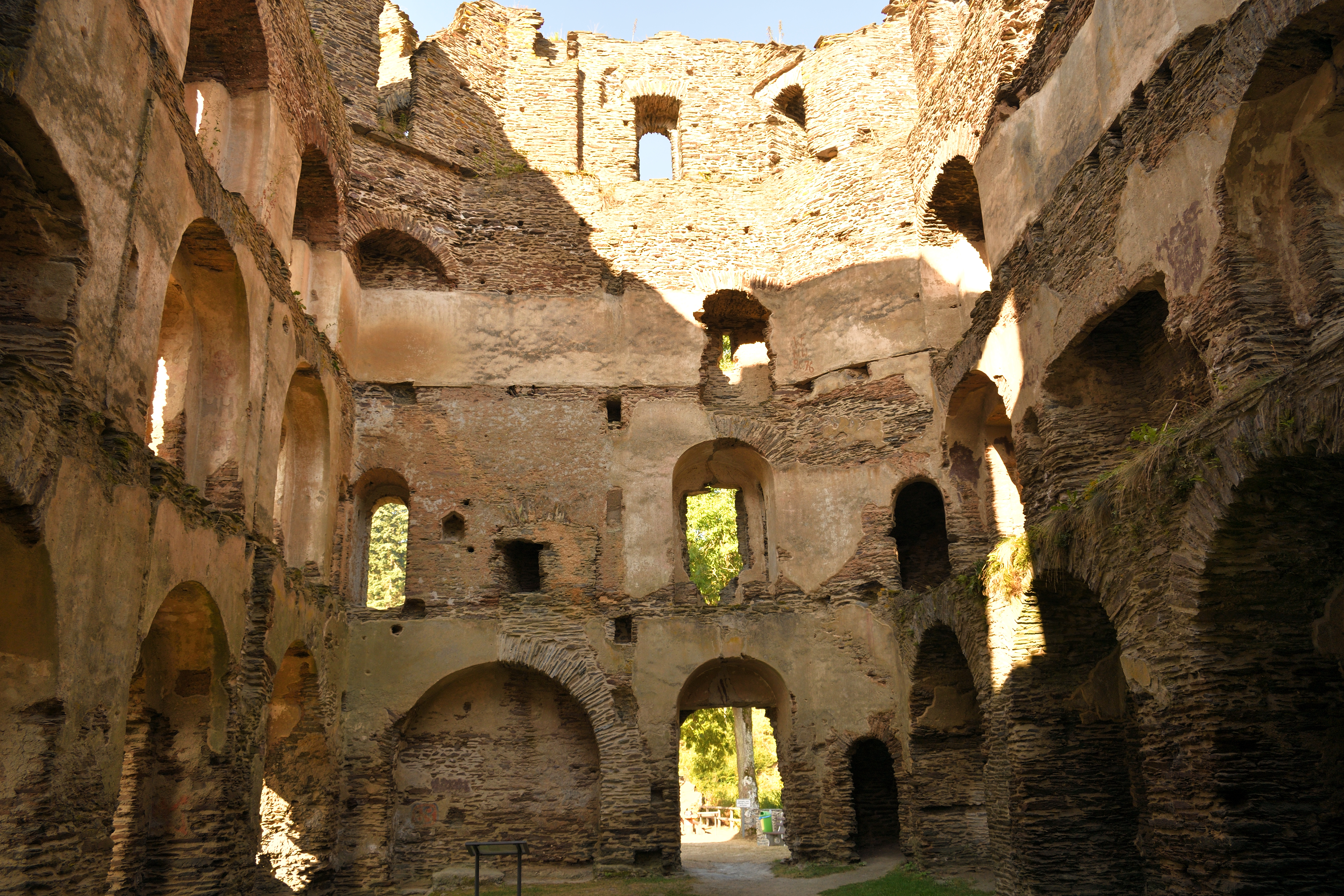
Haupteingang zum Turmhaus auf der Westseite; rechts daneben befindet sich der Eingang zur Wendeltreppe
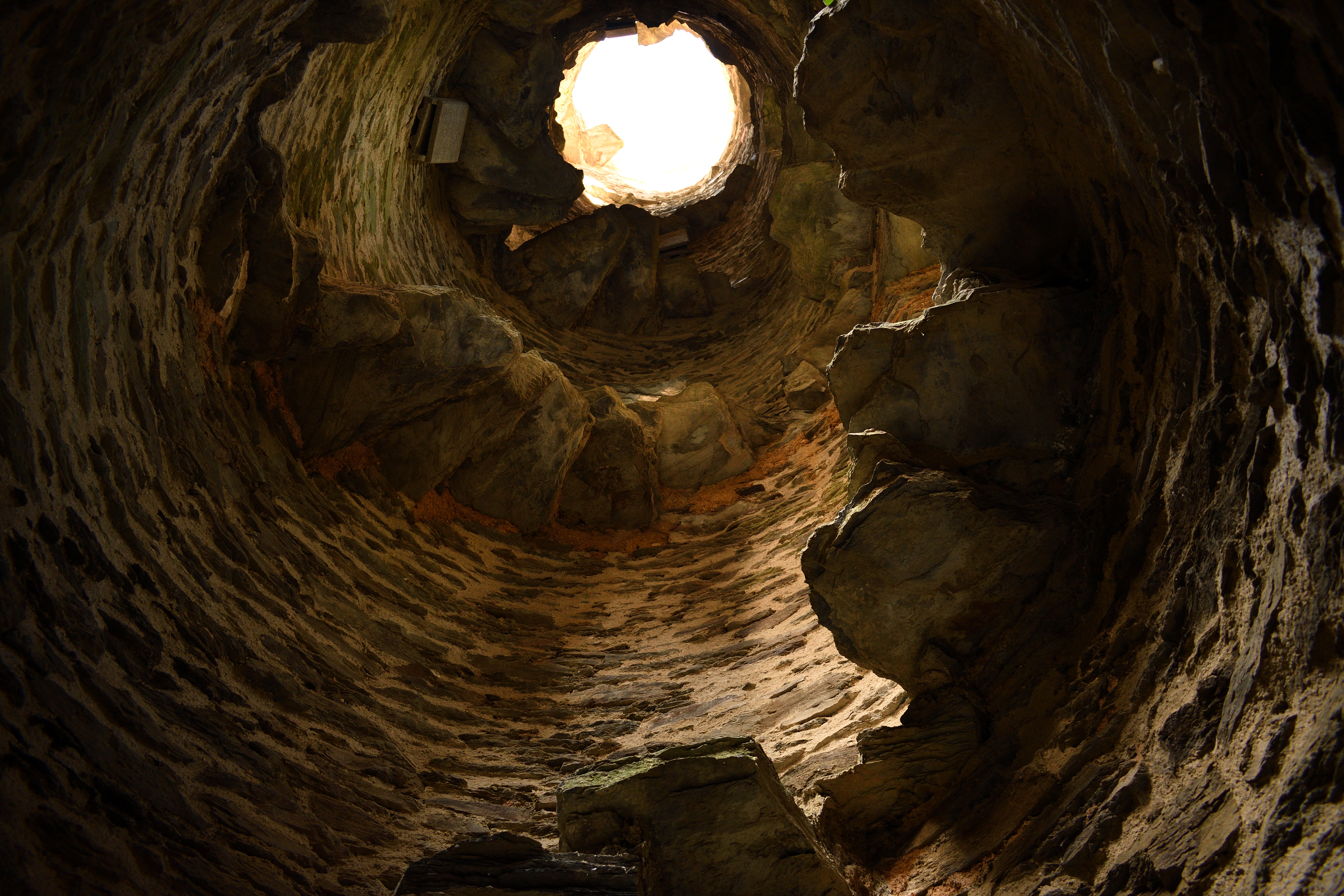
Die zu den Obergeschossen führende, zum Teil erhaltene Wendeltreppe
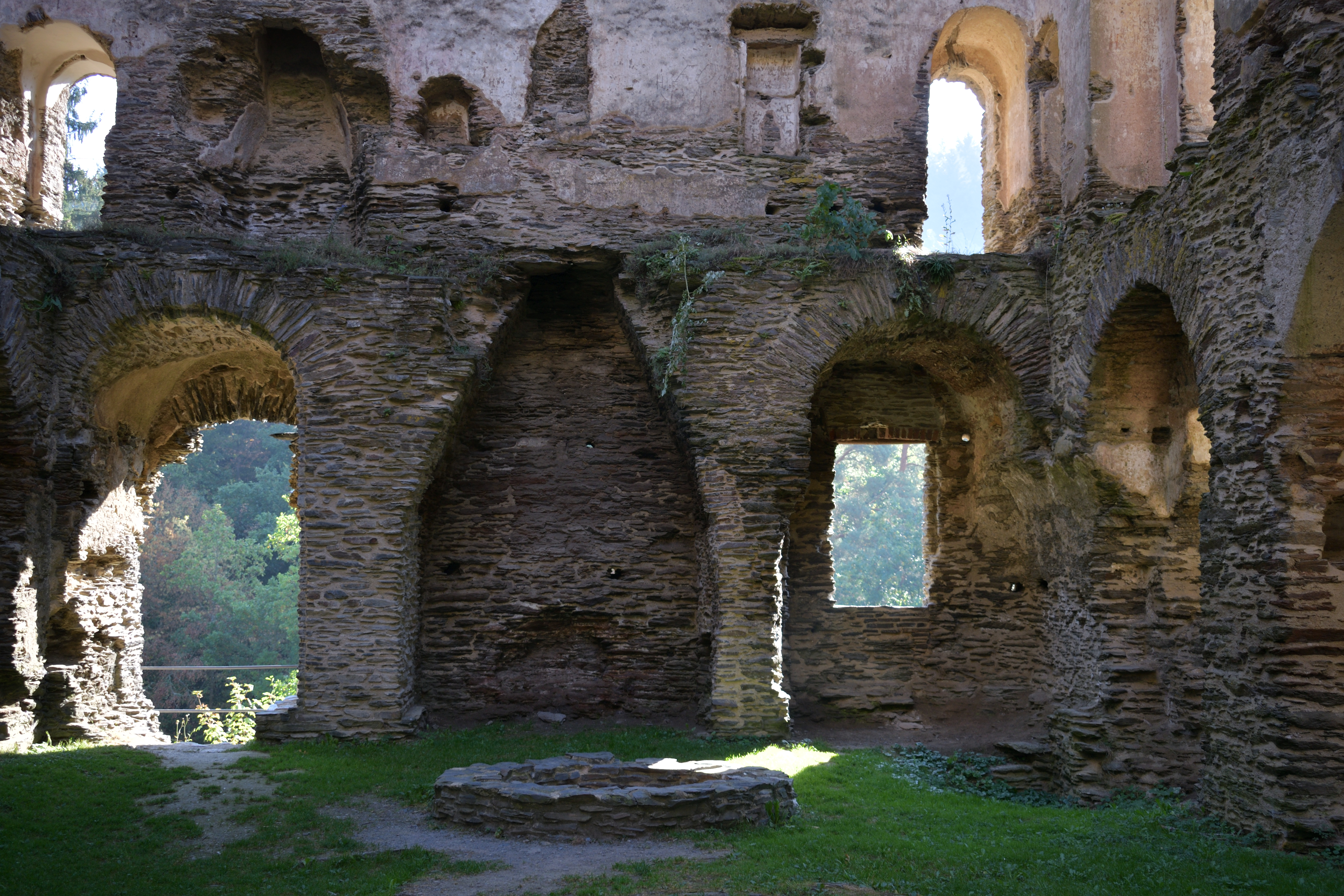
Der in der Ostseite eingelassene Kamin mit vorgelagertem Brunnen
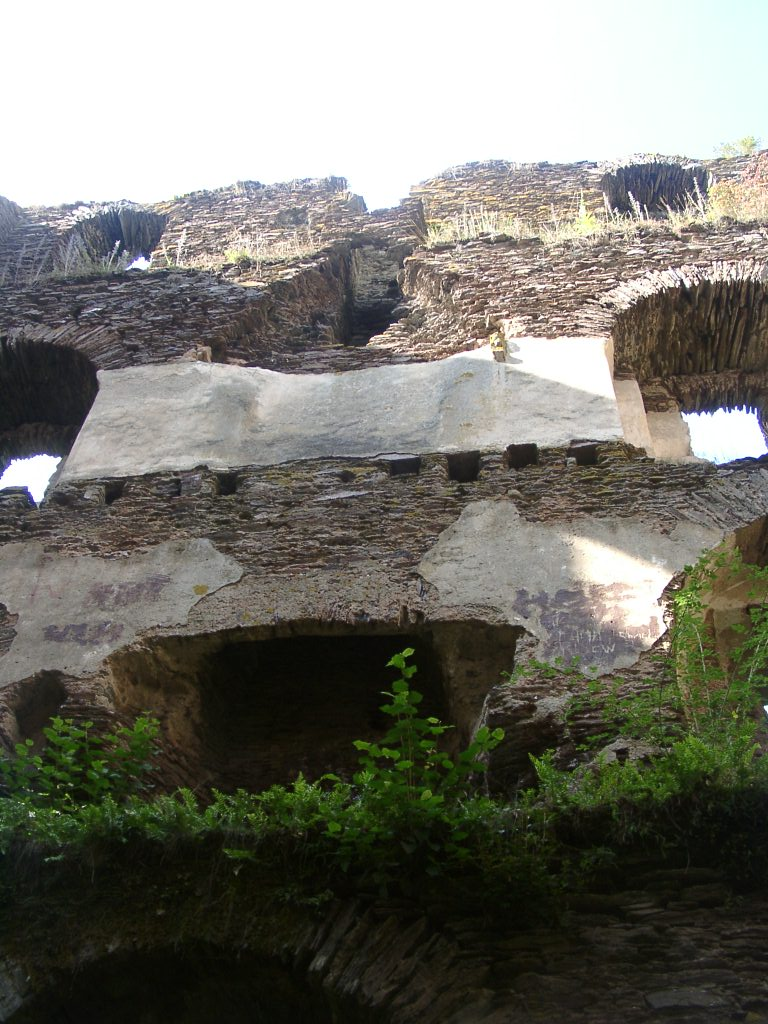
Reste des Innenverputzes

## Baulicher Zustand
Teile des Fundamentes waren so stark angegriffen, dass sie dem Druck des Mauerwerks nicht mehr gewachsen waren. Risse beweisen, dass das gesamte Bauwerk arbeitet. Es galt als akut einsturzgefährdet. Daher wurde die Ruine ab Sommer 2009 einer umfassenden Sicherung unterzogen. Die Arbeiten waren in fünf Bauabschnitte unterteilt und wurden 2014 abgeschlossen.

## Historische Bedeutung
In einem geschichtlichen Netzwerk sollen die drei kurtrierischen Burgen Baldenau, Balduinseck und Rauschenburg als bauliche Zeugnisse Balduin'scher Expansionspolitik im Hunsrück, mit den zum Territorium des Erzbischofs gehörenden rheinischen Städten Boppard und Oberwesel, über den Balduinsweg vom Hunsrück an den Rhein verbunden werden.